# Чемпионат Болгарии по тяжёлой атлетике 1989
Чемпионат Болгарии по тяжёлой атлетике 1989 года прошёл с 1 по 4 апреля в Толбухине. Атлеты были разделены на 10 весовых категорий и соревновались в двоеборье (рывок и толчок).

## Медалисты
| Категория    | Золото                                   | Золото   | Серебро                               | Серебро  | Бронза                                | Бронза   |
| До 52 кг     | Иван Иванов ОС Шумен                     | 250 кг   | Эмил Иванов «Добруджа» Велико-Тырново | 200 кг   | Женя Сарандалиев «Марица» Пловдив     | 195 кг   |
| До 56 кг     | Севдалин Маринов ЦСКА                    | 270 кг   | Хасан Хасанов «Черноморец» Бургас     | 225 кг   | Нанао Славов «Академик» София         | 220 кг   |
| До 60 кг     | Красимир Тодоров «Славия»                | 252,5 кг | Николай Димитров «Сливен»             | 252,5 кг | Петко Цанев «Добруджа» Велико-Тырново | 250 кг   |
| До 67,5 кг   | Йото Йотов ЦСКА                          | 325 кг   | Михаил Петров «Янтра» Габрово         | 300 кг   | Стоян Еремиев ЦСКА                    | 297,5 кг |
| До 75 кг     | Георгий Славков «Янтра» Габрово          | 340 кг   | Александр Вырбанов «Левски-Спартак»   | 330 кг   | Йордан Драгнев ЦСКА                   | 312,5 кг |
| До 82,5 кг   | Кирил Кунев ЦСКА                         | 360 кг   | Ванё Керацин «Черноморец» Бургас      | 330 кг   | Неделчо Неделчев «Черно море» Варна   | 317,5 кг |
| До 90 кг     | Мирослав Илиев «Добруджа» Велико-Тырново | 357,5 кг | Нешо Динев «Локомотив» София          | 340 кг   | Румен Теодосиев «Черноморец» Бургас   | 340 кг   |
| До 100 кг    | Николай Петров ЦСКА                      | 367,5 кг | Ивалин Райчев «Славия»                | 365 кг   | Георгий Петров «Академик»             | 315 кг   |
| До 110 кг    | Стефан Ботев «Славия»                    | 410 кг   | Петр Стефанов «Черно море» Варна      | 352,5 кг | Владимир Пенев «Академик» София       | 350 кг   |
| Свыше 110 кг | Димитр Штерев ЦСКА                       | 372,5 кг | Колё Колев «Добруджа» Велико-Тырново  | 370 кг   | Пламен Ганев «Этыр» Велико-Тырново    | 330 кг   |